# Gaoqiao, Guangdong
Gaoqiao (kinesiska: 高桥) är en köping i sydöstra Kina. Den ligger i Lianjiang i staden Zhanjiang i provinsen Guangdong, omkring 400 kilometer sydväst om provinshuvudstaden Guangzhou. Antalet invånare är 31 389. Befolkningen består av 14 796 kvinnor och 16 593 män. Barn under 15 år utgör 26,0 %, vuxna 15-64 år 64 %, och äldre över 65 år 9,0 %.